# Этрусская улица

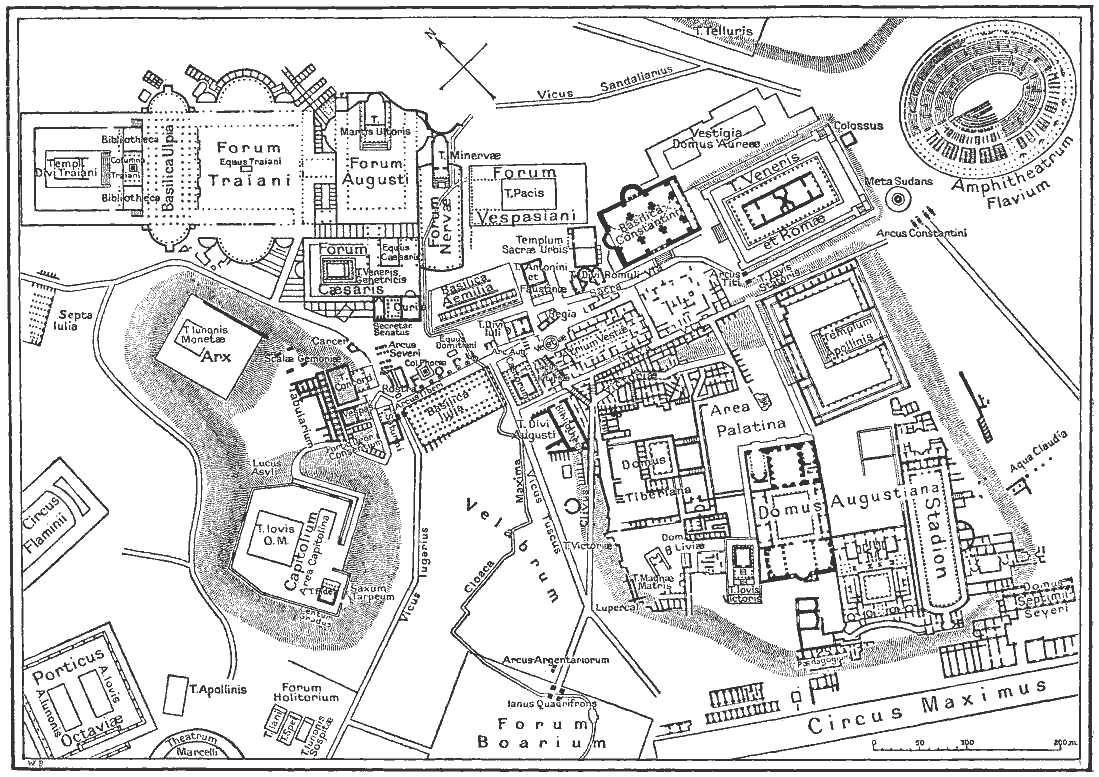
Этрусская улица (в центре) на карте имперского Рима, составленной в 1916 году.

Этрусская улица (лат. vicus Tuscus) — улица Древнего Рима, соединявшая Форум с Велабром, Бычьим форумом и Большим цирком. Начиналась от Форума между Храмом Кастора и Базиликой Юлия и тянулась в юго-западном направлении.

## Описание
По одной из версий улица получила название благодаря этрусским мастерам, которые обосновались здесь для строительства храма Юпитера Капитолийского. По мнению римских антикваров, в это место поселили этрусков, бежавших в Рим после поражения Порсены в Битве при Ариции (506 или 504 до н. э.). Кроме того, существует версия, что на этой территории поселились этруски, пришедшие на помощь римлянам против Тита Тация.
Позднейшие комментаторы Цицерона и Горация называют улицу vicus Turarius (улица Благовоний), из чего следует, что здесь шла торговля ладаном и другими ароматическими товарами.
Марциал писал о своей возлюбленной, требовавшей от него «первосортного шелка с Этрусской улицы». Также в надписях встречается слово purpurarius — торговец пурпурными тканями или одеждой из этой ткани.
Улица пользовалась дурной репутацией. Плавт утверждал, что здесь живут люди, торгующие собой. Негативно об улице отзывался и Гораций («бессовестный народ с Этрусской улицы»).